# Dicranoloma
Dicranoloma är ett släkte av bladmossor. Dicranoloma ingår i familjen Dicranaceae.

## Dottertaxa tillDicranoloma, i alfabetisk ordning[1]
- Dicranoloma angustatum
- Dicranoloma angustiflorum
- Dicranoloma angustifolium
- Dicranoloma arfakianum
- Dicranoloma argutum
- Dicranoloma assimile
- Dicranoloma atlanticum
- Dicranoloma australe
- Dicranoloma austrinum
- Dicranoloma austro-scoparium
- Dicranoloma bartramianum
- Dicranoloma bartramioides
- Dicranoloma billardieri
- Dicranoloma blumii
- Dicranoloma brachycarpum
- Dicranoloma brachysteleum
- Dicranoloma brasiliense
- Dicranoloma braunii
- Dicranoloma breviflagellare
- Dicranoloma brevifolium
- Dicranoloma brevisetum
- Dicranoloma burchardtii
- Dicranoloma calycinum
- Dicranoloma calymperaceum
- Dicranoloma capillare
- Dicranoloma capillifolioides
- Dicranoloma chilense
- Dicranoloma confusum
- Dicranoloma cutlackii
- Dicranoloma cylindropyxis
- Dicranoloma cylindrothecium
- Dicranoloma daymannianum
- Dicranoloma deplanchei
- Dicranoloma diaphanoneurum
- Dicranoloma dicarpoides
- Dicranoloma dicarpum
- Dicranoloma dusenii
- Dicranoloma elimbatum
- Dicranoloma eucamptodontoides
- Dicranoloma falklandicum
- Dicranoloma fasciatum
- Dicranoloma francii
- Dicranoloma geluense
- Dicranoloma gracile
- Dicranoloma grossialare
- Dicranoloma hariotii
- Dicranoloma havilandii
- Dicranoloma hollermayeri
- Dicranoloma imponens
- Dicranoloma kerguelense
- Dicranoloma kunkelii
- Dicranoloma macrodon
- Dicranoloma menziesii
- Dicranoloma microcarpum
- Dicranoloma muelleri
- Dicranoloma nelsonii
- Dicranoloma obesifolium
- Dicranoloma onraedtii
- Dicranoloma pancheri
- Dicranoloma perdecurrens
- Dicranoloma perichaetiale
- Dicranoloma perlongifolium
- Dicranoloma perremotifolium
- Dicranoloma perviride
- Dicranoloma platycaulon
- Dicranoloma platyloma
- Dicranoloma plicatum
- Dicranoloma plurisetum
- Dicranoloma punctulatum
- Dicranoloma reflexum
- Dicranoloma robustum
- Dicranoloma rufifolium
- Dicranoloma rugifolium
- Dicranoloma rugosum
- Dicranoloma serratum
- Dicranoloma setosum
- Dicranoloma singalangense
- Dicranoloma skottsbergii
- Dicranoloma speightii
- Dicranoloma steenisii
- Dicranoloma steyermarkii
- Dicranoloma striatulum
- Dicranoloma subassimile
- Dicranoloma subconfine
- Dicranoloma subenerve
- Dicranoloma subimponens
- Dicranoloma subpungens
- Dicranoloma subreflexifolium
- Dicranoloma subsetosum
- Dicranoloma sullivanii
- Dicranoloma trichopodum
- Dicranoloma wattsii